# Hanceolinae
Hanceolinae, podtribus biljaka usnatica smješten u tribus Prunelleae, potporodica Nepetoideae. Sastoji se od 3 roda

## Rodovi
1. Isodon (Schrad. ex Benth.) Spach (110 spp.)
2. Siphocranion Kudô (3 spp.)
3. Hanceola Kudô (10 spp.)